# Пролећна изложба УЛУС-а (1988)
Пролећна изложба УЛУС-а (1988) се одржала у галеријском простору Удружења ликовних уметника Србије, односно у Уметничком павиљону "Цвијета Зузорић", у Београду, у периоду од 25. марта до 15. априла 1988. године. Ова 79. изложба се одржала и у Крагујевцу, у Народном музеју, у периоду од 9. до 20. марта.

## О изложби
Избор радова за Пролећну изложбу је обавио Уметнички савет, кога су чинили:
1. Александар Цветковић
2. Градимир Петровић
3. Душан Оташевић
4. Владимир Комад
5. Милун Видић
6. Бранко Миљуш
7. Бранимир Минић
8. Вјера Дамјановић
9. Исак Аслани

### Награде
На овој изложби су додељене следеће награде:
- Златна палета - Милица Којчић
- Златна игла - Емило Костић
- Златно длето - Сава Халугин

## Излагачи

### Сликарство
1. Даница Антић
2. Петар Бановић Дане
3. Михајло Бечеј
4. Љиљана Блажеска
5. Миливоје Богатиновић
6. Љубиша Богосављевић
7. Венди Боровић
8. Јармила Вешовић
9. Звонимир Властић
10. Матија Вучићевић
11. Љубомир Гајић
12. Недељко Гвозденовић
13. Милош Голубовић
14. Оливера Грбић
15. Александар Дедић
16. Драган Димић
17. Драгомир Ђекић
18. Марио Ђиковић
19. Милорад Ђокић
20. Ђорђе Ђорђевић
21. Михаило Миле Ђурашић
22. Слободан Ђуричковић
23. Татјана Ђуричковић Јерот
24. Радивоје Ђуровић
25. Славица Ердељановић
26. Зоран Ерић
27. Јагода Живадиновић
28. Драгана Ивановић Рајић
29. Мирољуб Јелесијевић
30. Александар Јовановић
31. Драгана Јовчић
32. Божидар Каматовић
33. Драгослав Кнежевић
34. Весна Кнежевић Миливојевић
35. Мирјана Крстевска Марић
36. Милица Којчић
37. Милутин Копања
38. Гордана Лазић
39. Цветко Лаиновић
40. Властимир Мадић
41. Снежана Маринковић
42. Весна Марковић
43. Срђан Марковић
44. Даница Масниковић
45. Вукица Мијатовић Теофановић
46. Славко Миленковић
47. Драган Милошевић
48. Стјепан Мимица
49. Момчило Митић
50. Милоје Митровић
51. Љиљана Мићовић
52. Светислав Младеновић
53. Лепосава Ст. Павловић
54. Бранимир Пауновић
55. Јосипа Пашћан
56. Љубомира Перучић
57. Дејана Поповић
58. Тамара Поповић Новаковић
59. Мице Попчев
60. Мирко Почуча
61. Кемал Рамујкић
62. Слободанка Ракић Шефер
63. Џемгис Реџепагић
64. Едвина Романовић
65. Оливера Савић Поповић
66. Драгана Станаћев
67. Рада Селаковић
68. Јовица Стевановић
69. Жарко Стефанчић
70. Мића Стоиљковић
71. Мирослав Пирке Стојановић
72. Столе Стојковић
73. Невенка Стојсављевић
74. Марија Стошић
75. Владан Терзић
76. Владислав Шиља Тодоровић
77. Зоран Тодоровић
78. Милица Томић
79. Лепосава Туфегџић
80. Алекса Челебоновић
81. Славољуб Чворовић
82. Мирољуб Филиповић
83. Катарина Шабан
84. Хелена Шипек
85. Марина Шрајбер

### Цртеж
1. Зоран Белић
2. Драган Буљугић
3. Предраг Вукићевић
4. Зоран Вуковић
5. Михаило Глиша Глигорић
6. Александар Димитријевић
7. Душан Ђокић
8. Владимир Јанковић
9. Клара Криштавац
10. Драгана Маговчевић Митрић
11. Јања Марић
12. Зоран Марјановић
13. Бранислав Марковић
14. Милан Мартиновић
15. Предраг Микалачки
16. Зоран Нинковић
17. Ратко Одаловић
18. Владимир Оташевић
19. Рајко Попивода
20. Слободан Поповић
21. Милан Радовановић
22. Драган Ракић
23. Сања Рељић
24. Радовин Ристовић
25. Радош Стевановић
26. Марија Тишма
27. Милан Томић
28. Зоран Шурлан

### Графика
1. Оливер Алексић
2. Биљана Вуковић
3. Весна Зламалик
4. Бранимир Карановић
5. Емило А. Костић
6. Велизар Крстић
7. Велимир Матејић
8. Драган Милосављевић
9. Слободан Михаиловић
10. Гордана Петровић
11. Милан Поповић
12. Мухамед Слезовић
13. Јован Станковић
14. Мирослав Станојловић
15. Љиљана Стојановић
16. Слободанка Ступар
17. Светлана Рибица
18. Станка Тодоровић
19. Ивана Швабић
20. Биљана Шево

### Скулптура
1. Исак Аслани
2. Никола Вукосављевић
3. Драгољуб Ђокић
4. Милорад Иветић
5. Момчило Јанковић
6. Зоран Јездимировић
7. Милован Крстић
8. Љубомир Лацковић
9. Душан Б. Марковић
10. Милан Р. Марковић
11. Звонко Новаковић
12. Борислава Недељковић Продановић
13. Мирослав Савков
14. Слободан Стојановић
15. Томислав Тодоровић
16. Иван Фелкер
17. Саво Халугин
18. Радован Хиршл